# LZ 25 'ZIX'
De ZIX was een zeppelin.
Hij werd gebruikt voor verkenningsvluchten en bombardementen in Noord-Frankrijk. Hij werd vernield door een Engelse bommenwerper in de hangar in Düsseldorf op 8 oktober 1914. Die bommenwerper was een eenzits Sopwith Tabloid, bestuurd door Flt Lt Reginald Marix, RNAS (later Air Vice Marshal). Deze was in Antwerpen opgestegen en voerde met deze vlucht het eerste strategische bombardement door een vliegtuig uit.
Deze zeppelin was de eerste zeppelin met vereenvoudigde stuurorganen.
ZI · ZII · vervanging ZII · ZIII · vervanging ZI · ZIV · tweede vervanging ZI · ZV · ZVI · ZVII · ZVIII · ZIX